# Plan Piratox
Le plan Piratox est un volet spécialisé du plan gouvernemental Vigipirate comprenant une partie prévention et vigilance face à une menace terroriste de nature chimique, une partie plan d'urgence mis en place en France en cas d'intoxication chimique massive ainsi qu'un volet judiciaire comprenant la recherche, l'identification et la neutralisation des auteurs de l'attentat ou de l'acte malveillant. Le scénario le plus probable est celui d'une action terroriste avec diffusion d'un agent chimique toxique, comme l'attentat au gaz sarin dans le métro de Tokyo en 1995, l'atteinte à un site industriel traitant des produits toxiques ou la contamination volontaire de réseau d'eau potable.
Le premier plan Piratox a été élaboré à la fin des années 1970, et consistait essentiellement en des mesures de contrôle des matières chimiques et biologiques (fabrication, transport, destination) en période sensible. Il a été remanié en 1995 puis en 2003 et 2005 pour intégrer un plan d'intervention en cas d'attentat.

## Prise en charge des victimes d'un attentat
Le plan Piratox s'ajoute au plan Rouge et s'articule autour de la décontamination :
- mise en place d'un cordon de police pour éviter que les victimes ne s'égarent ; ceci permet d'une part de les prendre en charge, et d'autre part d'éviter de propager la contamination, notamment aux urgences des hôpitaux où les victimes risqueraient d'être amenées ;
- exploration par des équipes formées et équipées de tenues étanches dites NRBC (protection contre les risques nucléaires, radiologiques, biologiques, chimiques) ;
- décontamination précoce des victimes, essentiellement par des douches mises en place à proximité du lieu de contamination ;
- traitement des victimes au poste médical avancé après décontamination, selon la chaîne classique du plan Rouge, à l'exception des protections des intervenants.

Les zones de décontamination doivent être étanches, et la pression de l'air doit augmenter lorsque l'on progresse vers la zone suivante (ventilation forcée des zones) afin que les vapeurs, poudres et gouttelettes contaminantes soient rejetées.
Les urgences vitales ne sont traitées qu'après décontamination. Les victimes sont évacuées, en théorie, vers un seul hôpital afin de limiter le risque de contamination.
Toutefois, comme l'a montré le retour d'expérience de l'attentat de Tokyo, il convient de prévoir également l'arrivée massive et spontanée de victimes contaminées à l'hôpital, qui arriveraient par leurs propres moyens ou bien seraient amenées par des tiers avant mise en place du dispositif du plan Rouge NRBC. Les plans blancs hospitaliers sont les dispositifs organisant la mobilisation des moyens internes par l'application des procédures adéquates préalablement connues des acteurs concernés.